# John Elvesjö
John Mikael Holtz Elvesjö, född 19 september 1977, är en svensk entreprenör och uppfinnare.

## Biografi
Elvesjö studerade teknisk fysik vid KTH och knöts under sitt första läsår 1998 till Ytkemiska Institutet, YKI. 1999 grundade han Jenser Technology, en spin-off från YKI baserad på hans forskning.  
1995 rekryterades Elvesjö som förste anställd till Trampolinspecialisten.  
År 2000 startade Elvesjö med kollegor Tobii Technology 2001, där Elvesjö idag är CTO och vice VD. 
John Elvesjö ligger bakom fler än 15 patent och forskningspublikationer. 2008 blev han utsedd till Årets IT-förnyare och 2005 till Årets entreprenör (Almi Företagspartner). Han vann första pris  i MiljöInnovationsPriset 2001 och i Stockholms Stads Uppfinnarstipendium 2000. 

## Utmärkelser
- H.M. Konungens medalj i 8:e storleken med Serafimerordens band, med motiveringen ”För betydelsefulla insatser inom näringslivet”.[2]